# وورایش
وورایش (به آلمانی: Würrich) یک شهر در آلمان است که در راین-هونسروک واقع شده‌است. وورایش ۱۶۴ نفر جمعیت دارد.